# Агостіньо Пімента
Агості́ньо Піме́нта (порт. Agostinho Pimenta, більш відомий як брат Агостіньо да Круш порт. Frei Agostinho da Cruz; *3 травня 1540, Понте-да-Барка — †14 березня 1619, Сетубал) — португальський монах і поет. 

## З життєпису та творчості
Уроджений Агостіньо Пімента, прибрав собі ім'я брат Агостіньо да Круш, коли йому було 21 рік і він навернувся до монахів. 
Служив Богові у монастирі Санта-Круш, у Сінтрі, де пробув близько сорока п'яти років. Потім він перебував у монастирі Сан-Жозе де Рібамар, в Алжеші, пізніше вступив до монастиря Аррабіда, де служив протягом п'ятнадцяти років. 
Брат Агостіньо да Круш писав елегії, еклоги, оди та сонети. Його твори побачили світ лише у XVIII столітті, коли у 1728 році була опублікована книга Espelho dos Penitentes, а також з публікацією в 1771 році збірки Obras. У 1918 році Мендес душ Ремедьйос (Mendes dos Remédios) здійснив її перевидання, включивши деякі раніше не опубліковані твори. 
Рідний брат поета Діого Бернардеса. 

## Джерело
- Біографія і вірші [Архівовано 10 липня 2020 у Wayback Machine.] на вебсторінці Vercial Project (порт.)